# Guardie della Luftwaffe nei campi di concentramento
Durante la seconda guerra mondiale la Luftwaffe impiegò i suoi soldati come guardie nei campi di concentramento e in alcuni casi fornì anche il personale necessario per gli altri campi.
I campi realizzati per lo sfruttamento del lavoro forzato nella produzione degli armamenti furono spesso gestiti dalla Wehrmacht, la stessa che avrebbe poi utilizzato i prodotti finiti. A metà del 1944 la Wehrmacht vi inviò circa 10.000 soldati per sopperire alla carenza di guardie; molti di questi appartenevano alla Luftwaffe.

## Operazioni del campo

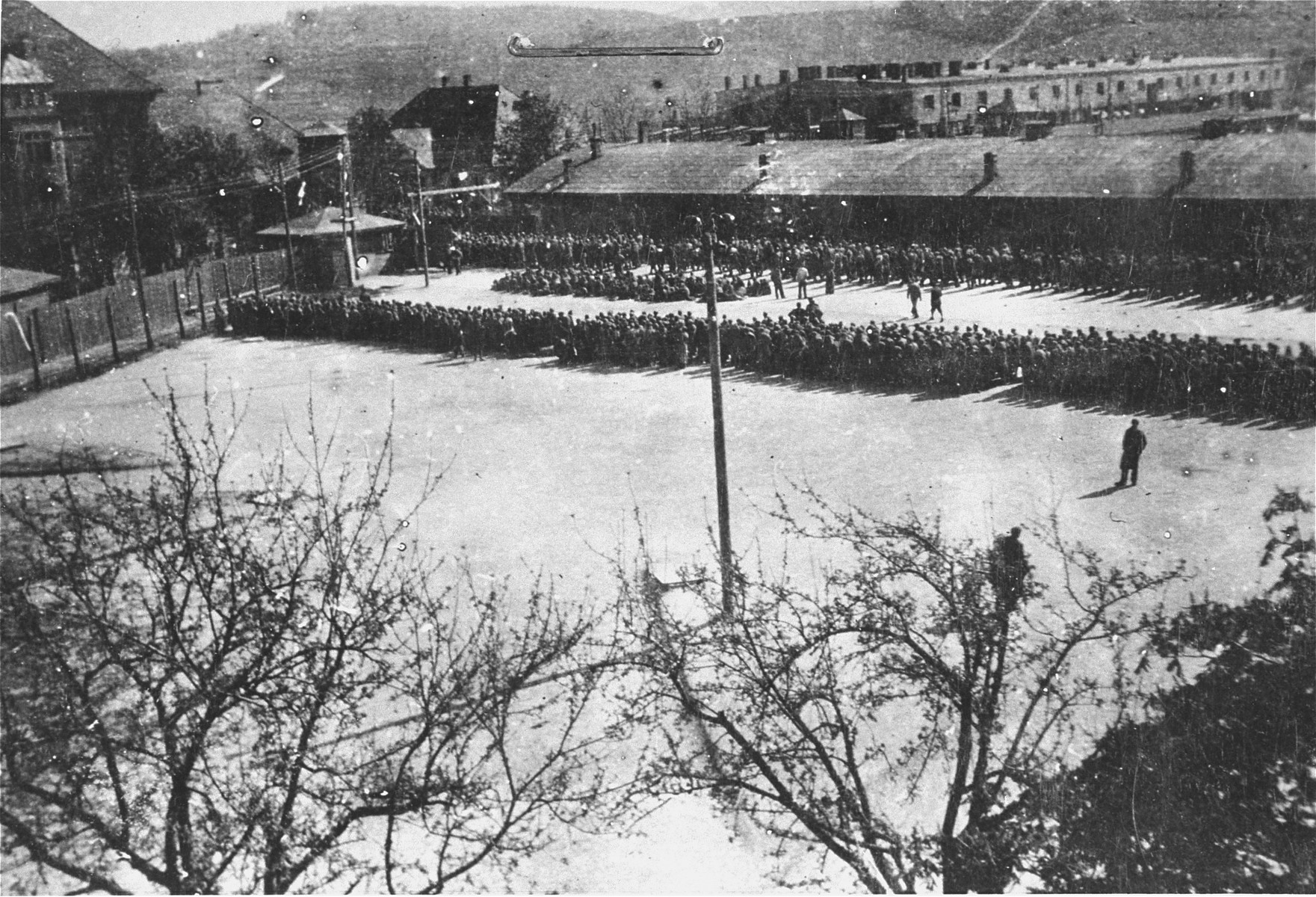
A Melk si contano i nuovi arrivi; la stragrande maggioranza delle guardie in questo sottocampo di Mauthausen-Gusen erano soldati della Luftwaffe.

Alla fine della guerra 2.700 soldati della Luftwaffe lavoravano ancora come guardie a Buchenwald e nei suoi sottocampi, nonché nei campi principali di Flossenbürg Mittelbau-Dora e Natzweiler.
Alla fine del 1943 fu aperto a metà strada tra Auschwitz II-Birkenau e Auschwitz I un cantiere di recupero della Luftwaffe (in tedesco: Zerlegebetrieb). Circa 1.300 prigionieri alla volta venivano costretti a lavorarvi per recuperare le parti meccaniche degli aerei della Luftwaffe e degli Alleati danneggiati irreparabilmente. Venivano sorvegliati sia dal personale della Luftwaffe che dalle SS. Sebbene molti membri della Luftwaffe contrabbandassero le lettere o fornissero cibo ai prigionieri, il loro ufficiale in comando è tristemente noto per aver picchiato i detenuti con un tubo di alluminio.
I lavoratori erano costretti a marciare da Birkenau verso lo Zerlegebetrieb ogni mattina. Venivano esentati solo se la temperatura esterna scendeva sotto i -15° C. La maggior parte erano prigionieri di guerra polacchi o sovietici (questi ultimi noti per i frequenti tentativi di fuga). Durante le operazioni di smantellamento si potevano ricavare molti oggetti di valore, e spesso i prigionieri cercavano di portarli di nascosto al campo per barattarli secondo le necessità. Il tasso di mortalità fu alto a causa delle dure condizioni di vita e degli incidenti sul lavoro.
Le guardie della Luftwaffe gestivano una fabbrica di armi antiaeree a Monowitz, e la Luftwaffe forniva le attrezzature antiaeree necessarie a proteggerla dai bombardamenti aerei. All'inizio del 1944 ad Auschwitz erano presenti 1.000 guardie della Luftwaffe.
Queste guardie si guadagnarono la reputazione di essere meno brutali delle SS; varie volte tentarono di migliorare le condizioni dei reclusi. Ma anche il personale della Luftwaffe li matrattava spesso: ad esempio, i tecnici in alcuni casi costrinsero i prigionieri a disinnescare o maneggiare le bombe inesplose. Secondo quanto riferito, i soldati della Luftwaffe giustiziarono i prigionieri durante una marcia della morte e torturarono e uccisero detenuti a Wiener Neudorf, un sottocampo del campo di Mauthausen-Gusen. Per questi ultimi crimini Ludwig Stier, capitano responsabile degli uomini della Luftwaffe nel campo, fu condannato a morte da un tribunale militare statunitense nel 1947 e giustiziato.

## Elenco dei campi con principalmente guardie della Luftwaffe
- Sottocampi di Buchenwald: Mühlhausen[18] e Stalag-13 Wernigerode[19]
- Sottocampi di Dachau: Horgau,[20] Fischen,[21] Ottobrunn,[22] Stephanskirchen,[23] e Sudelfeld[24]
- Sottocampi di Flossenbürg: Altenhammer,[25] Holleischen,[26] Kirchham,[27] Leitmeritz,[28] e Mülsen St. Micheln[29]
- Sottocampi di Gross-Rosen: Brieg[30] e Kittlitztreben[31]
- Sottocampi di Herzogenbusch: Breda,[32] Leeuwarden,[33] e Venlo[34]
- Sottocampi di Hinzert: Langendiebach I and II,[35] Mainz-Finthen,[36] Merzhausen,[37] Seligenstadt,[38] e Usingen[39]
- Sottocampi di Mauthausen-Gusen: Gusen II,[40] Melk,[41] Wiener Neudorf,[1] e Schwechat[42]
- Il campo di concentramento di Mielec[43]
- Sottocampi di Mittelbau-Dora: Ellrich,[44] Günzerode[45]
- Sottocampi di Natzweiler: Cochem-Bruttig,[46] Erzingen,[47] Aeroporto di Hailfingen, dove morirono quasi 200 prigionieri,[48] Neckarelz I and II,[49] e Mannheim-Waldhof[50]
- Sottocampi di Neuengamme: Beendorf,[51] Bremen,[52] Bremen-Obernheide,[53] Kaltenkirchen,[54] e Meppen-Dalum[55]
- Il campo di lavoro vicino al ghetto di Nowy Swierzen[56]
- Sottocampi di Ravensbrück: Karlshagen I e II[57]
- SS-Baubrigaden: un complesso di 13 campi coinvolti nella costruzione dei siti di armi V-1 nella Francia occupata[58]
- Sottocampi di Sachsenhausen: Mackenrode,[59] Nüxi,[60] e Wieda[61]
- Sottocampi di Stutthof: Gerdauen,[62] Heiligenbeil,[63] Jesau,[64] Praust,[65] Schippenbeil,[66] e Seerappen[67]